# Henning Meyer
Henning Emil Meyer (1. marts 1885 på Frederiksberg – 13. november 1967 på Sankt Lukas Stiftelsen i Hellerup) var Danmarks første skolepsykolog, der blev ansat på Frederiksberg i 1934. Henning Meyer fik sin lærereksamen fra Silkeborg Seminarium i 1907 vendte han tilbage til Frederiksberg, hvor han blev lærer i 1908. I 1924 tog han magistereksamen i teoretisk og anvendt psykologi, og i 1934 blev han formelt ansat som skolepsykolog ved Frederiksberg skolevæsen; han havde dog indledt sine skolepsykologiske undersøgelser allerede i 1930, han var bl.a. aktiv i foreningen for experimentalpædagogik, udvalget for skolepsykologiske undersøgelser og den danske afdeling af New Education Fellowship. Meyer underviste desuden på Danmarks Lærerhøjskole og på Københavns Universitet i anvendt psykologi.
Han er begravet på Søndermark Kirkegård.

## Eksterne klder og henvisninger
- Om Henning Meyer på Dansk Biografisk Leksikon